# Amadou Dia Ba
Pour les articles homonymes, voir Dia et Ba (nom de famille).
El Hadji Amadou Dia Ba, né le 22 septembre 1958 à Dakar, est un athlète sénégalais, spécialiste du 400 mètres haies. Il est l'unique médaillé olympique du Sénégal.

## Biographie
Il participe à trois Jeux olympiques consécutifs de 1984 à 1992 et obtient son meilleur résultat lors des Jeux de Séoul en 1988 en décrochant la médaille d'argent du 400 m haies derrière l'Américain Andre Phillips et devant Edwin Moses, invaincu en grand championnat depuis 1976. Amadou Dia Ba réalise à cette occasion la meilleure performance chronométrique de sa carrière en 47 s 23. Quintuple champion d'Afrique de 1982 à 1988, il remporte également les Jeux africains de 1987. Il atteint à deux reprises la finale des Championnats du monde en plein air, se classant 7e en 1983 et 5e en 1987.
El hadji Amadou Dia Ba a commencé sa carrière dans le saut en hauteur en remportant une médaille de bronze aux Jeux africains d'Alger de 1978

### Palmarès
| Date | Compétition             | Lieu        | Résultat | Épreuve         | Performance   |
| ---- | ----------------------- | ----------- | -------- | --------------- | ------------- |
| 1978 | Jeux africains          | Alger       | 3e       | Saut en hauteur | 2,08 m        |
| 1982 | Championnats d'Afrique  | Le Caire    | 1er      | 400 m           | 45 s 80       |
| 1982 | Championnats d'Afrique  | Le Caire    | 1er      | 400 m haies     | 49 s 55       |
| 1982 | Championnats d'Afrique  | Le Caire    | 2e       | 4 x 400 m       | 3 min 5 s 75  |
| 1983 | Universiade             | Edmonton    | 2e       | 400 m haies     |               |
| 1983 | Championnats du monde   | Helsinki    | 7e       | 400 m haies     | 49 s 61       |
| 1984 | Championnats d'Afrique  | Rabat       | 1er      | 400 m haies     | 49 s 30       |
| 1984 | Championnats d'Afrique  | Rabat       | 1er      | 4 x 400 m       | 3 min 04 s 76 |
| 1984 | Jeux olympiques         | Los Angeles | 5e       | 400 m haies     | 49 s 28       |
| 1985 | Jeux mondiaux en salle  | Paris       | 4e       | 400 m           | 46 s 94       |
| 1985 | Championnats d'Afrique  | Le Caire    | 1er      | 400 m haies     | 48 s 29       |
| 1985 | Championnats d'Afrique  | Le Caire    | 3e       | 4 × 400 m       | 3 min 7 s 94  |
| 1987 | Jeux africains          | Nairobi     | 1er      | 400 m haies     | 48 s 03       |
| 1987 | Championnats du monde   | Rome        | 5e       | 400 m haies     | 48 s 37       |
| 1988 | Championnats d'Afrique  | Annaba      | 1er      | 400 m haies     | 48 s 81       |
| 1988 | Jeux olympiques         | Séoul       | 2e       | 400 m haies     | 47 s 23       |
| 1989 | Jeux de la francophonie | Casablanca  | 1er      | 400 m haies     | 49 s 47       |

### Records
| Épreuve     | Performance | Lieu  | Date              |
| ----------- | ----------- | ----- | ----------------- |
| 400 m haies | 47 s 23     | Séoul | 25 septembre 1988 |